# Aleksandar Đokić

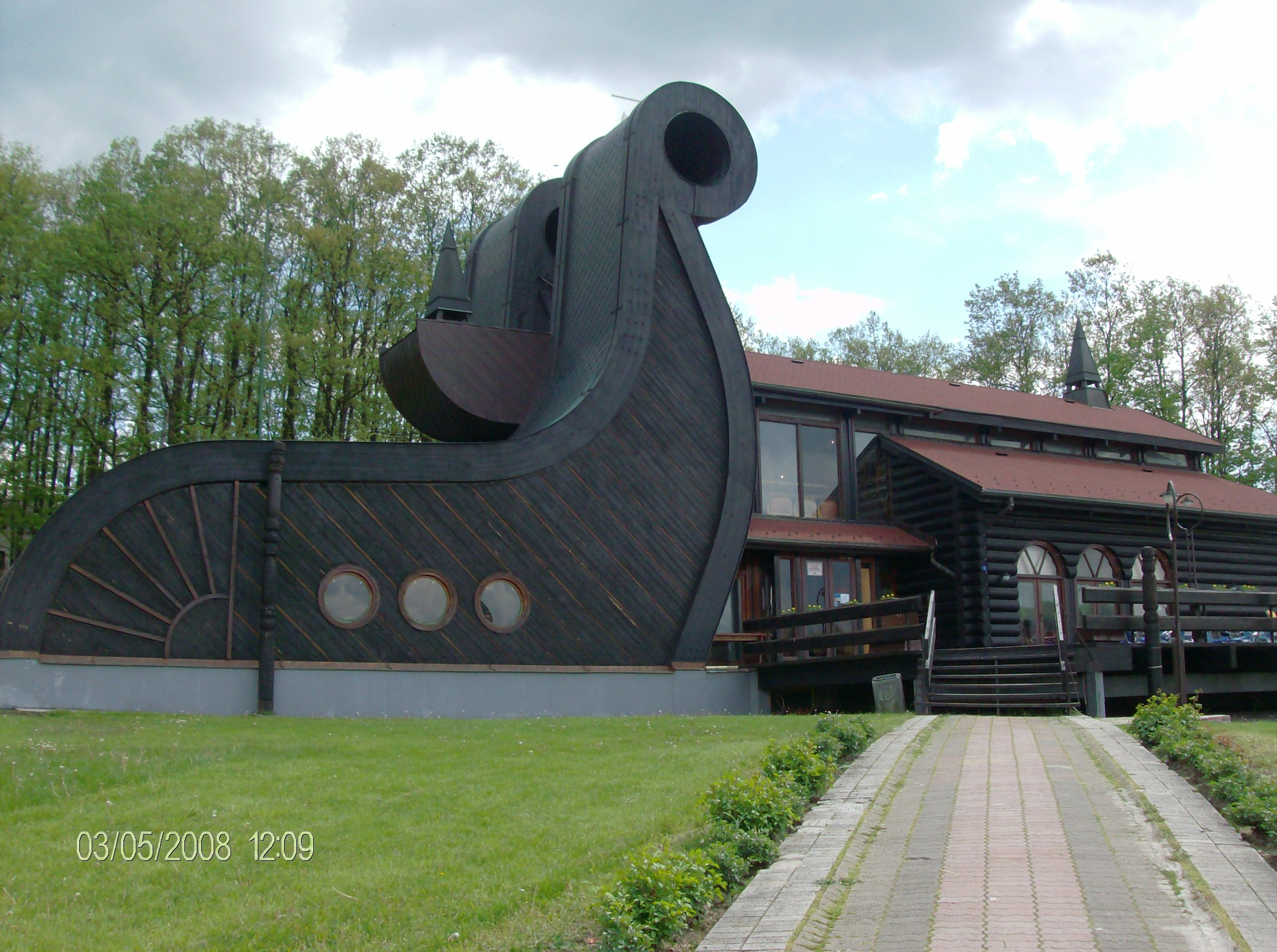
Dom przyjaźni serbsko-norweskiej zaprojektowany przez Đokicia

Aleksandar Đokić (cyr. Алекcaндap Ђoкић, ur. 28 grudnia 1936 w Belgradzie, zm. 22 maja 2002 tamże) – serbski architekt, słynący z oryginalnych budowli w stylach brutalistycznym i postmodernistycznym. Absolwent Wydziału Architektury Uniwersytetu w Belgradzie. Zmarł w stolicy Serbii w wieku 65 lat.

## Literatura dodatkowa
Zoran Manević: Александар Ђокић. Belgrad: BMG, 1995. (serb.). Brak numerów stron w książce